# نووخوپیورسک
شهر نووخوپیورسک (به روسی: Новохопёрск) در کشور روسیه و در اوبلاست وورونژ واقع شده‌است.